# غي سونغ يونغ
غي سونغ يونغ (بالهانغل: 기성용، وبالهانجا: 奇誠庸. ولد في 24 يناير 1989 في غوانغجو) لاعب كرة قدم كوري جنوبي يلعب حاليا في نادي سوانزي سيتي الويلزي .

## روابط خارجية
- غي سونغ يونغ على موقع الاتحاد الدولي (مؤرشف)  (الإنجليزية)
- غي سونغ يونغ على موقع دوري كوريا الجنوبية (الإنجليزية)
- غي سونغ يونغ على موقع قاعدة بيانات كرة القدم.إي يو (الإنجليزية)
- غي سونغ يونغ على موقع ناشيونال فوتبول تيمز (الإنجليزية)
- غي سونغ يونغ على موقع Soccerbase.com (لاعب) (الإنجليزية)
- غي سونغ يونغ على موقع Soccerway.com (الإنجليزية)
- غي سونغ يونغ على موقع عالم كرة القدم.نت (الإنجليزية)
- غي سونغ يونغ على موقع أوليمبيديا (الإنجليزية)
- غي سونغ يونغ على موقع AS.com (الإسبانية)